# 1959年香港
|        | 香港歷史 \| 香港歷史年表                                                                                                   |
| 世紀： | 19世紀香港 \| 20世紀香港 \| 21世紀香港                                                                                     |
| 年代： | 1920年代香港 \| 1930年代香港 \| 1940年代香港 \| 1950年代香港 \| 1960年代香港 \| 1970年代香港 \| 1980年代香港               |
| 年份： | 1955年香港 \| 1956年香港 \| 1957年香港 \| 1958年香港 \| 1959年香港 \| 1960年香港 \| 1961年香港 \| 1962年香港 \| 1963年香港 |
| 紀年： | 己亥年（猪年）、香港開埠118周年、香港重光14周年                                                                            |

## 政府

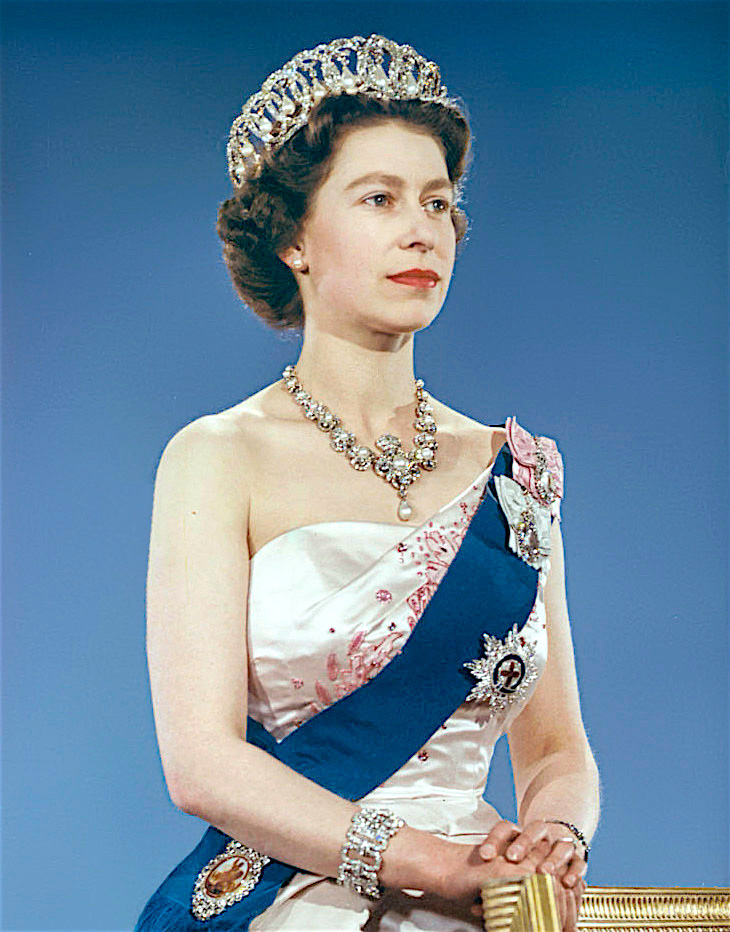
英国君主：伊丽莎白二世

## 大事記
- 1月8日 新界落馬洲牛潭尾村南圍，農夫因家事將其嬸及嬸之兒子斬傷，嬸之兒子傷重不治。
- 1月9日 上海街恒盛金行遭三賊械刧，劫去約值一萬五千元金飾。[1]
- 1月10日 荷里活道警員宿舍A座2樓114號房被三匪入房搶劫。[2]
- 3月7日 九龍伊利沙伯醫院舉行奠基典禮。
- 4月2日 香港中環天星碼頭前的行人隧道正式啟用。
- 4月4日 香港警務處任用首位女性助理警司。
- 4月6日 旺角鬧市發生汽車爆炸事件，5人喪生。
- 4月22日 
  - 沙田聯泰紗廠發生兇殺案，1名女工被刺斃，另名男工被刺傷。[3]
  - 九龍浸信會醫院舉行奠基典禮。
- 5月1日 橫瀾島海難，5童喪生。
- 5月15日 九龍城打鼓嶺道發生兇殺案。[4]
- 5月20日 由查良鏞和沈寶新合資創辦的《明報》創刊。
- 5月31日 大埔墟戲院街35號地下發生縱火案。[5]
- 6月4日 一架貨艇於油麻地駛往中區時，於海面翻沉，1名男童溺斃2名小童失踪。[6]
- 6月9日 葵涌青山道發生八車連環相撞。[7]
- 6月15日 暴雨成災，46死60傷21失蹤。
- 6月19日 三狼案
- 7月4日 大嶼山大澳漁民子弟學校落成啟用。
- 7月24日 九龍城寨老人街九號地下白粉檔發生命案。
- 7月30日 柴灣工廠邨大廈落成，為香港島首座工業大廈。
- 8月1日 中環渣打銀行大廈落成。
- 8月20日 女星林黛被一名賊人入屋持槍劘圖行劫。[8]
- 8月26日 香港商業電台正式啟播。
- 9月7日 三名持刀匪徒搶去一名警員警槍。[9]
- 9月16日 紅磡春田街十號五樓發生爆炸案。[10]
- 10月3日 
  - 九龍城老虎岩聖老新村木屋區大火，4死10傷。
  - 一列由尖沙咀開出至羅湖的九廣鐵路空貨卡報稱有炸彈。[11]
- 10月5日 新報創刊。
- 10月9日 第六屆香港小姐競選由莫萍貞奪得冠軍，她於同年11月到倫敦代表香港參加世界小姐。
- 11月6日 坪洲永安街14號魚蛋粉舖發生灶底藏屍案。[12]
- 11月18日 灣仔道1名男子開槍擊傷1名警員。[13]
- 《小朋友畫報》創刊。
- 萬里書店開業。

## 出生人物
7月12日 男演員及配音員-羅君左

## 逝世人物
- 1月23日 周壽臣爵士
- 3月7日 羅文錦爵士
- 11月
  - 唐滌生